# Podoces panderi
El arrendajo terrestre del Turkestán (Podoces panderi) es una especie de ave paseriforme de la familia Corvidae propia de Asia Central. Se encuentra en Kazajistán, Turkmenistán y Uzbekistán. No se reconocen subespecies.